# 马鞍山东站

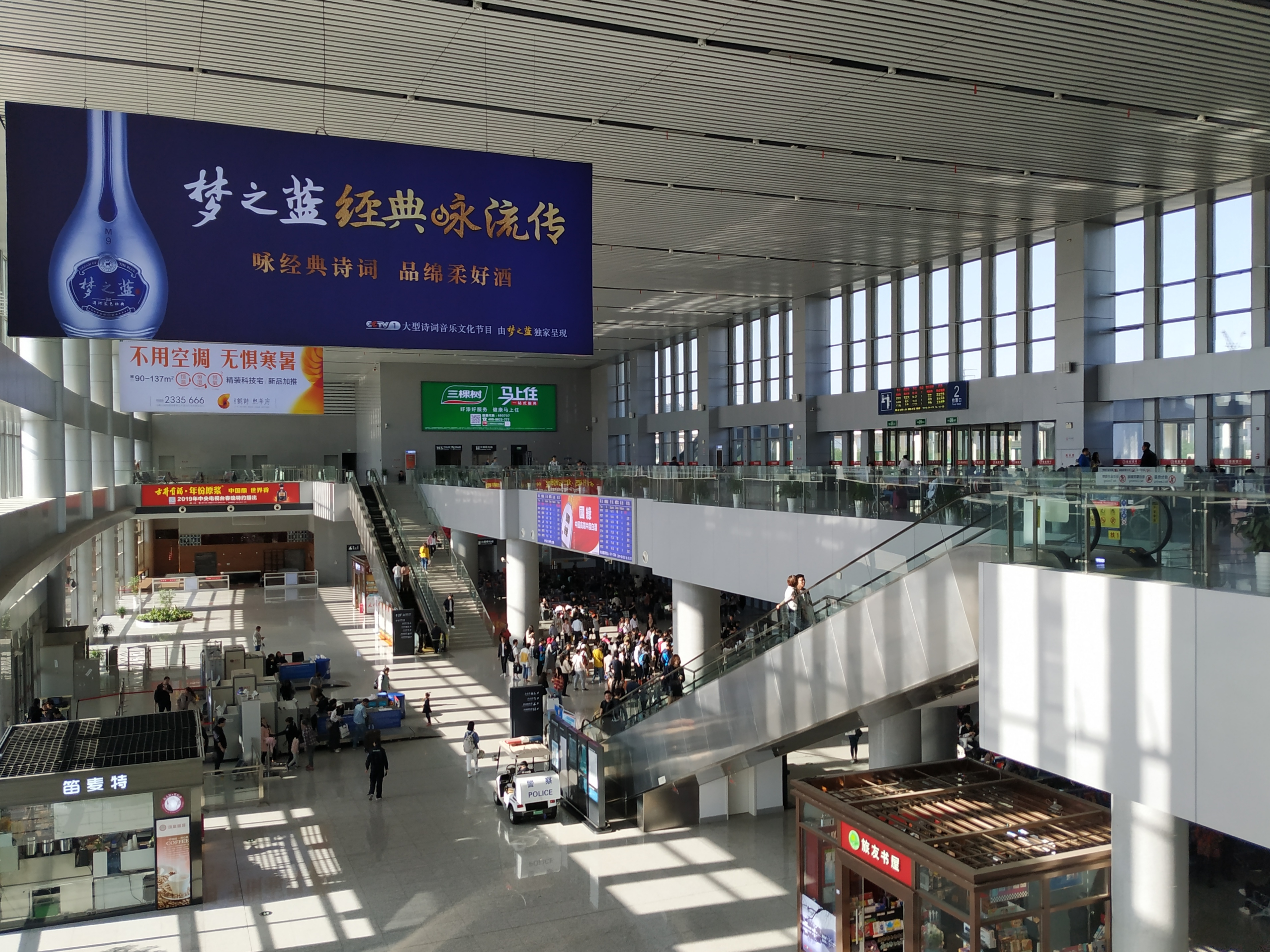
站房内部

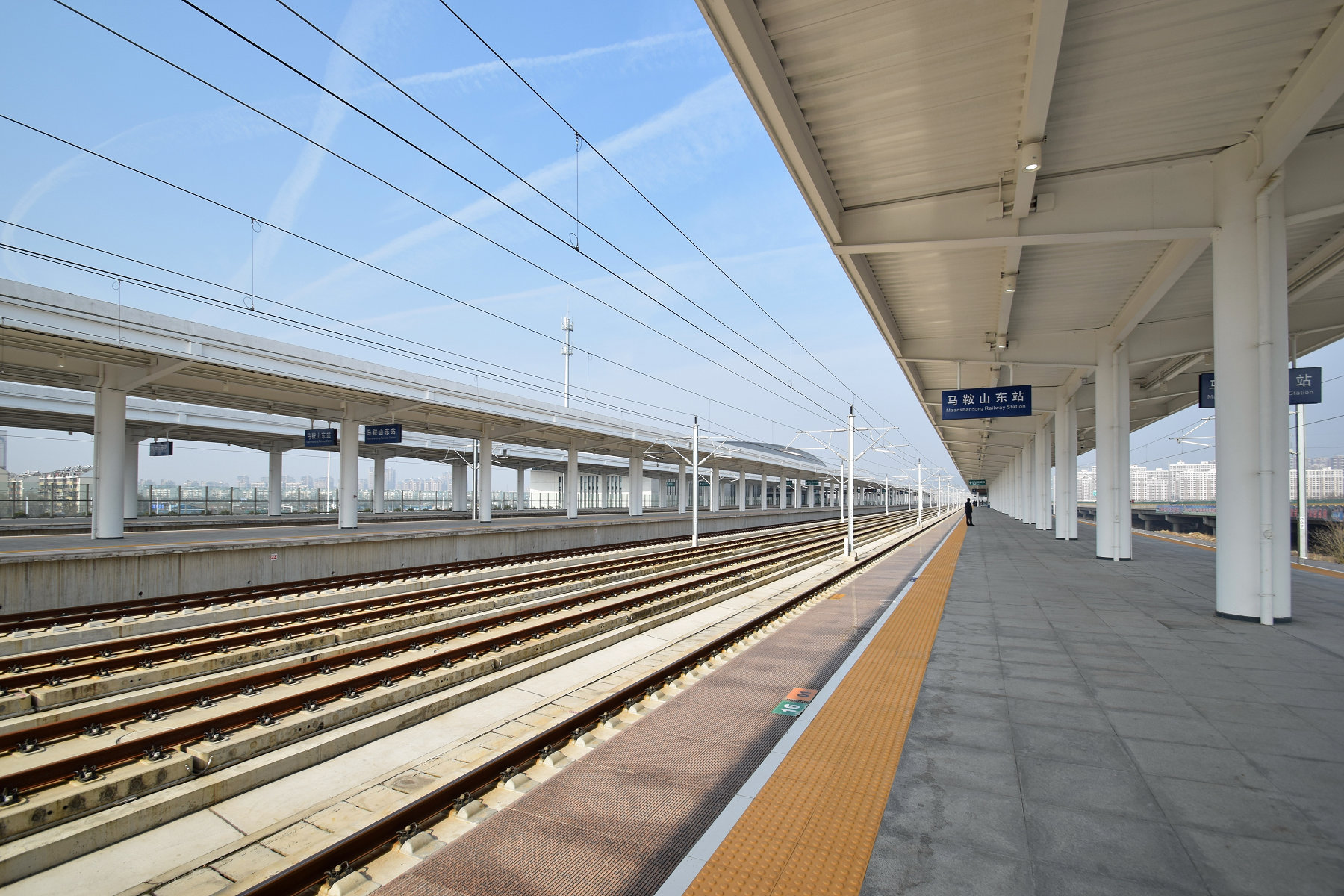
站台

马鞍山东站是宁安客运专线的一座车站，位于中华人民共和国安徽省马鞍山市花山区东城花园150米东，隶属于上海铁路局。车站于2013年6月开工，2015年12月6日投入运营。车站位于马鞍山市徐里营南约1.2公里，距马鞍山市中心7公里。

## 車站構造
马鞍山东站位于宁安客专K42+433m处，车站规模为3台7线（含正线2条），站对右设有综合维修工区。站房建築按照城市地標性建築設計，採用現代建築風格。站前中心廣場和其他城市出站處普遍採用的高架模式不同，马鞍山东站站前中心廣場的轉乘區間全部地下化。
建设中的巢马城际铁路将对马鞍山东站进行改建。改建过程中，联络线按单线引入本站，并与既有6道和8道连接，同时扩建维修工区场坪。

## 車站周邊

### 接驳交通
| 马鞍山东站  | 马鞍山东站       | 马鞍山东站 | 马鞍山东站         | 马鞍山东站 |
| 编号        | 路线             | 路线       | 路线               | 备注       |
| ----------- | ---------------- | ---------- | ------------------ | ---------- |
| 1           | 马鞍山东站       | ⇆          | 江边               |            |
| 4           | 马鞍山东站       | ⇆          | 万家花园           |            |
| 6           | 马鞍山东站       | ⇆          | 火车站             |            |
| 9           | 马鞍山东站       | ⇆          | 五亩山调车场       |            |
| 30          | 马鞍山东站       | ⇆          | 梅山路             |            |
| 106         | 马鞍山东站       | ⇆          | 依瑞佳老年康养中心 |            |
| 123         | 马鞍山东站       | ⇆          | 皖江工学院         |            |
| 202         | 马鞍山东站       | ⇆          | 和合小区           |            |
| 303         | 马鞍山汽车客运站 | ⇆          | 马鞍山学院         | 定时班车   |
| 马鞍山—和县 | 马鞍山汽车客运站 | ⇆          | 和县汽车站         |            |

## 歷史
- 2015年12月6日，隨宁安客运专线通車啟用。